# João Pacífico
João Baptista da Silva (Cordeirópolis, 5 de Agosto de 1909 - Guararema, 30 de Dezembro de 1998), mais conhecido pelo apelido  João Pacífico, foi um compositor de música caipira , autor de  "Cabocla Tereza".

## Biografia
Nasceu no Núcleo Colonial de Cascalho, antiga fazenda Cascalho, zona rural de Cordeiro, hoje Cordeirópolis. Filho de José Batista da Silva, maquinista de trem da Paulista e de Domingas, ajudante de cozinha da Fazenda Ibicaba, do Cel. Levy. Sua vida no campo foi curta, mudando-se para a cidade aos sete anos de idade. Revelou seu talento artístico já em criança, quando era comum vê-lo declamar poesias timidamente e cantar para colegas e professores.
Convidada para ser cozinheira na casa de um coletor, em Limeira, dona Domingas levou o filho, que foi ser estafeta na coletoria.
Certo dia chegou à cidade uma companhia de teatro de revista. Como não tirava os olhos do instrumento, o baterista que era argentino, foi conversar com ele. Depois de muito insistir, acabou tendo algumas lições com o musico. Sua dedicação era tanta que logo foi tocar em uma banda que se apresentava no cinema local, durante exibição de filmes mudos. Alem da música outra paixão do menino João era escrever versos onde revelava sua alma cabocla.
Mudou-se para Campinas em 1919, quando sua mãe, foi trabalhar na casa de Ana Gomes, irmã do maestro Carlos Gomes, e ai passou a ter mais contato com os músicos da cidade grande. Em 1923 o jovem baterista entrou para a Orquestra Sinfônica de Campinas chegando a tocar a abertura de “O Guarani” de Carlos Gomes, no Teatro Dom Bosco. Em homenagem a Campinas, escreveu o poema “Cidade de Campinas”, musicado mais tarde por Raul Torres. Seu primeiro emprego foi “ajudante de lava pratos no carro-restaurante da Cia Paulista de Estradas de Ferro, onde seu pai era maquinista.
Em 1924, aos 15 anos, foi para São Paulo, onde chegou no meio de uma Revolução. Foi trabalhar como estafeta em uma fábrica de tecidos. Em 1929, voltou para Campinas indo trabalhar como copeiro na casa do bispo da cidade, Dom Francisco de Barros Barreto.
O amigo Bimbim, filho do dono da Rádio Educadora de Campinas, levou-o um dia para cantar e declamar naquela rádio onde acabou sendo contratado e tornou-se presença constante na emissora ao lado dos violinistas João Nogueira e José Figueiredo.  Logo depois voltou a trabalhar no trem e num belo dia o cozinheiro lhe disse para fazer um verso que ele entregaria ao escritor e poeta modernista Guilherme de Almeida, que estava a bordo, em viagem ao interior. O poeta leu e gostou, em seguida mandou entregar um cartão de visitas ao jovem João e o mandou procurá-lo na Rádio Cruzeiro do Sul, em São Paulo, onde era diretor.

## Parceiro
Apesar da importante apresentação, teve de insistir muito para convencer o radialista e cantor Raul Torres a ler a letra da embolada Seo João Nogueira, que lhe rendeu um contrato na rádio e um convite para parceiro com o próprio Raul Torres. A música foi gravada na Odeon em 1934 e teve boa aceitação. Em janeiro de 1935 a gravadora lançou uma nova versão na interpretação de Raul Torres e sua Embaixada, com a participação da cantora Aurora Miranda. O disco fez enorme sucesso e animou Raul Torres a continuar a parceria com aquele jovem compositor. Na época gravaram várias músicas entre elas O Teu Retrato, O Vizinho me Contou, Coroa de Estrelas e Foi no Romper da Aurora.

Em 1937, Raul Torres foi para a RCA Victor e levou com ele o cantor Serrinha que fazia a segunda voz na dupla e nesse mesmo ano gravaram Chico Mulato, música que consagraria João Pacifico como um dos mais importantes compositores de sua época. Em seguida veio o grande clássico que atravessaria décadas: a história trágica "Cabocla Tereza", gravada por Torres e Serrinha em 1940. Anos depois, o enredo de Cabocla Tereza acabou virando filme com o mesmo nome, dirigido e estrelado por Sebastião Pereira, com Zélia Martins no papel de Tereza e a participação especial de Jofre Soares.

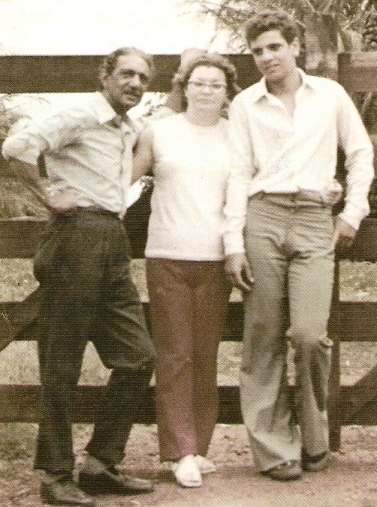
João Pacífico com a família.

Em 1954, ano de comemoração do IV Centenário de São Paulo, ao compor a marcha-hino Treze Listas, baseado no poema Nossa Bandeira de Guilherme de Almeida, João Pacífico quis prestar uma homenagem a cidade que lhe acolheu e ao mesmo tempo agradecer ao poeta por seu apoio e amizade. Gravada pelo cantor Nelson Gonçalves a música fez enorme sucesso e João Pacífico teve a honra de receber das mãos de Guilherme de Almeida, presidente da comissão do IV Centenário de São Paulo a medalha Anchieta.
Quando resolveu viver em São Paulo, João Pacífico logo tratou de arrumar um emprego, pois sabia que não poderia viver apenas com a música. Foi trabalhar na Sociedade Harmonia de Tênis, onde permaneceu por onze anos. Encarregado do vestiário, conheceu um dos diretores do Banco Italo-Belga, que lhe ofereceu trabalho na função de auxiliar de expedição. Educado e jeitoso para lidar com as pessoas, logo subiu de posto e foi ser continuo da diretoria, uma espécie de faz tudo, para atender especialmente ao presidente do banco, o belga John Verbist.
O patrão incentivou-o a tirar habilitação e alguns meses depois foi promovido a motorista de diretoria. Em seguida, foi servir a família do banqueiro para ser o conducteur de madame Renée Verbist. Foi com ela que João aprendeu algumas palavras em francês e, até a velhice, sempre que perguntado se estava bem, respondia: fantastique, fantastique. Ao se aposentar em 30 de Abril de 1974, João ganhou de presente do patrão o Chevrolet Bel Air , ano 1956, que ele havia conduzido durante anos.

## Parceira
Em 1955, aos 46 anos e com pneumonia, conheceu Deolinda Rodella (Deda), filha de italianos, separada, que falava vários idiomas e trabalhava como tradutora numa empresa de telégrafos. Ela o acolheu em sua casa e passou a cuidar dele até que se restabelecesse. No inicio foram amigos apenas. Mas a amizade foi crescendo e transformou-se em amor para sempre.
Em 1958, nasceu o único filho do casal que recebeu o nome do pai: João Baptista da Silva, o Tuca. João e Deda se casaram em 1983, após 38 anos de convivência. Dois anos depois nasceu a neta Ana Carolina, filha de Tuca, que daria muitas alegrias a João Pacífico. Para tristeza de João, Deda faleceu em 1990.

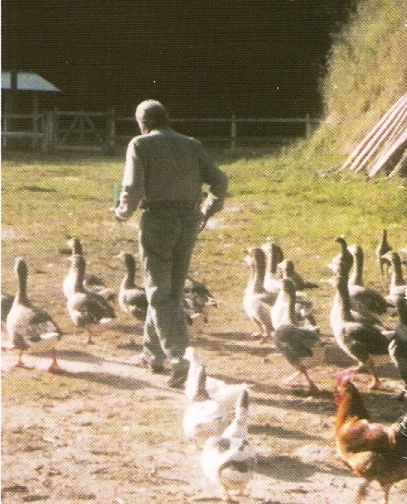

O casal Federico Mogentale (Freddy) e Maria Antonia, de Guararema SP, conviveu com João Pacífico durante os últimos anos de sua vida e foram os responsáveis pela sua volta ao interior. Apaixonados pela música, Freddy e Maria Antonia conheceram João Pacífico em 1981. “Ele era uma mito para mim”, conta Freddy, então um alto executivo de uma multinacional.
A psicóloga, pianista e pintora Maria Antonia reforça essa admiração: A gente cantava músicas dele havia muito tempo e conhecer João Pacífico pessoalmente era assim como conhecer Chico Buarque.
Com a morte de Deda em 1990, os atritos em família e a descoberta de uma doença grave, fizeram com que em 1995, João Pacífico aceitasse o convite para morar com Freddy e Maria Antonia no Sítio Pirangi, em Guararema, onde teve a possibilidade de passar seus últimos dias no campo, como ele desejava: tomando uma cachacinha na varanda, ouvindo modas de viola com os amigos ou brincando com os gansos à beira do lago.
João Pacífico morreu no dia 30 de Dezembro de 1998, em Guararema, onde foi enterrado com a presença de poucos amigos que cantaram algumas de suas obras imortais.
Em Cordeirópolis, sua terra natal, por iniciativa de Vilma Peramezza, foi criada a "Casa de Cultura João Pacífico" em sua homenagem, enquanto a Camara Municipal, instituiu a "Medalha João Pacífico", que é dada a personalidades.
Em Guararema, institui-se a "Semana João Pacífico", em homenagem ao Poeta do Sertão.